# Ana Marcela Gutiérrez Peñaloza
Ana Marcela Gutiérrez Peñaloza (La Paz-Bolivia, 1954) es una poetisa y cuentista boliviana.

## Biografía
Ana Marcela Gutiérrez Peñaloza es una literata empírica que elaboró poesía y cuento inspirándose en la realidad que le rodea. Gutiérrez pertenece a una generación de escritores que fueron rompiendo tabúes dentro del mundo literario de Bolivia. Dirigió junto a Jorge Campero la revista "Siesta Nacional" en 1987. Participó de encuentros culturales en Chile, Paraguay y Argentina y fue fundadora del espacio cultural "Bocaisapo" (1997-2017) junto a Cayo Salamanca.
Muchos de sus trabajos fueron traducidos y publicados en numerosas antologías literarias como “Escritoras América del Sur” (Agenda, 1995).
Fundó la revista especializada en cuento CORREVEIDILE (1996-2014) junto con dos grandes escritores como Manuel Vargas y Virginia Ayllón. En  Buenos Aires- Argentina se presentaron en diferentes teatros el compendio de dos cuentos "Todas somos muy felices" y "Zona sur" por la compañía argentina "Que aquí Que allá".

## Obras
- Para matarte mejor, poesía, 1993
- Diario de Campaña, cuento erótico, 1994
- Zoociedad Anónima, cuento, 1998
- Tales por cuales, cuento, 2005
- Alicia, la duquesa y el conejo blanco, poesía, 2011
- Cuentos de animales y otros seres, cuentos infantiles, 2015

Las obras de Marcela Gutiérrez fueron compiladas en diversas antologías dentro y fuera de Bolivia, habiendo traducido sus obras a idiomas como el alemán y el inglés. Algunas de sus obras pueden apreciarse en textos como: “Die heimstatt des Tío Erzählungen aus Bolivien” (1995, Zúrich-Suiza), “Fire from the Andes: Short Fiction by Women from Bolivia, Ecuador, and Perú” (1998, Albuquerque- Nuevo México), “El niño en el Cuento Boliviano” (1999, Estocolmo-Suecia).

### Otras actividades e influencias
Como otras actividades colaboró en la revista “Feminaria” (2001, Buenos Aires-Argentina) y en el catálogo “Catálogo Escaparate Cultural. Bolivia es Cultura y… punto.” (2007, La Paz-Bolivia).
Pamela Romano se basó en el cuento de Marcela Gutiérrez "Los Estidos"  y creó el cortometraje "Los Estidos, nueva serie nacional de Zombies" con el cual participó en el festival de cortometrajes "Cuéntanos un corto", que trataba sobre la "Antología del Cuento Boliviano" de Manuel Vargas.
Su libro, "La mujer que no se equivocaba: once cuentos fantásticos", actualmente se encuentra en venta en todas las librerías de la  Stanford University en Estados Unidos.